# Paul Canoville
Paul Canoville (Southall, 4 marzo 1962) è un ex calciatore inglese, di ruolo centrocampista, noto per essere stato il primo giocatore di colore del Chelsea.
Ingaggiato dal Chelsea nel 1981, dove non fu accolto positivamente da parte di alcuni tifosi razzisti, ha vinto il titolo di Second Division con il club nel 1983-84. Fu venduto al Reading per £ 60.000 nell'agosto del 1986, prima di ritirarsi dal gioco professionistico a causa di un grave infortunio al ginocchio l'anno successivo. In seguito, ha giocato con i club semi professionistici Enfield, Maidenhead United, Burnham, Northwood ed Egham Town. Dopo il ritiro ha affrontato e sconfitto la dipendenza da cocaina e il cancro e, nel 2008, ha scritto un'autobiografia pluripremiata.